# 陳氏梅杜莎蛇䲁
陳氏梅杜莎蛇䲁（學名：Medusablennius chani），為輻鰭魚綱鳚形目䲁科梅杜莎蛇䲁䲁屬的一種，被IUCN列為易危保育類動物，分布於中東太平洋土阿莫土群島海域，本魚無鱗片，眶週骨2塊，頭部的觸鬚多而複雜，背鰭鰭條多於鰭棘，鰓蓋骨間不向後延伸超過其與鱗骨上部的連接處，每個顎骨長有一系列牙齒，背鰭硬棘11-12枚、背鰭軟條17-18枚、臀鰭硬棘2枚、臀鰭軟條19枚，體長可達1.5公分，棲息於沿海淺水域，雌魚產附著性卵，雄魚有護卵行為，生活習性不明。